# Zollverein

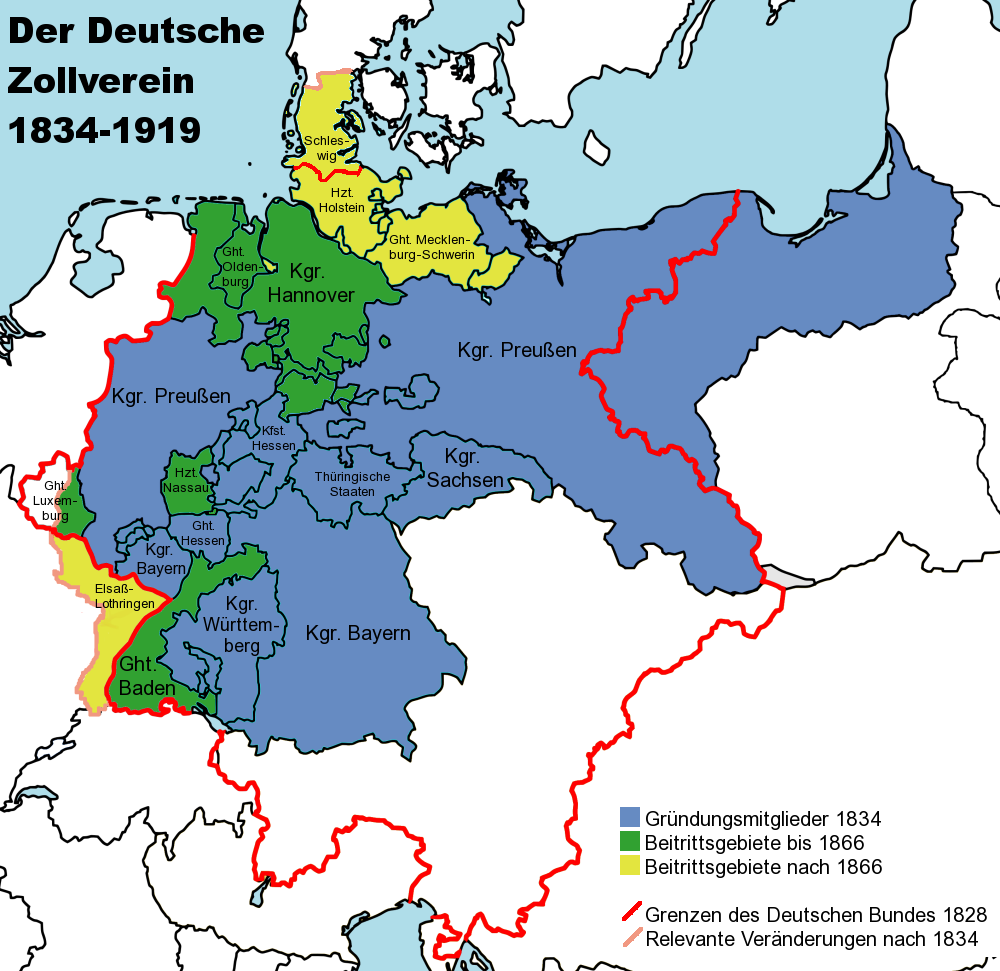
Uniunea Vamală Germană (1834 - 1919)
albastru - la înfiinţare
verde - extindere până în 1866
galben - extindere după 1866
roşu - graniţele uniunii în 1828
roz - modificări după 1834.

Uniunea Vamală Germană (cunoscută sub denumirea germană de Zollverein, "vamă" (zoll) și "grup" (verein) ) a fost un bloc economic compus din state germane, format cu scopul de a reglementa tarifele și metodologia economică în interioriul Uniunii. 
Stabilită printr-o serie de tratate, Uniunea Vamală Germană a intrat în exercițiu pe 1 ianuarie 1834. Bazele Uniunii s-au format din 1818, când un număr de uniuni vamale s-au format între cele 37 de state care existau pe teritoriul actual al Germaniei. La 1866, Uniunea Vamală Germană includea majoritatea statelor germane. 
Uniunea Vamală Germană a fost prima uniune din istorie în care un număr de state suverane au intrat într-o uniune strict economică, fără să formeze uniuni politice sau federale simultan cu unirea economică. Uniunea Vamală Germană a creat o piață mai mare pentru bunurile nemțești, armonizând unificarea economică totală prin sistematizarea codurilor fiscale ale statelor-membre. 
Prusia a fost principala putere care a susținut procesul de creare a unei uniuni vamale. Imperiul Habsburgic nu a făcut parte din Uniunea Vamală Germană, în mare parte din cauza protecționismului economic, dar și din cauza opoziției exercitate de cancelarul Klemens von Metternich. Merită trecut în revistă faptul că von Metternich și-a exprimat ura față de Uniune de nenumărate ori. 
Rivalitatea Austro-Prusacă pe tema sferei de influență din Europa Centrală a crescut din cauza Uniunii Vamale Germane, în special între anii 1850 și 1860.  În 1867 - anul formării Confederației Germane de Nord - , Uniunea Vamală Germană "ocupa" o suprafață de 425,000 kilometri pătrați și semnase tratate de comerț liber cu un număr de state, inclusiv Suedia-Norvegia. 
Cu ocazia formării Imperiului German, guvernul imperial a preluat controlul uniunii vamale. Trebuie menționat faptul că nu toate statele membre ale Imperiului German erau membre ale Uniunii Vamale Germane, integrarea completă având loc doar în 1888. De-asemenea, Luxemburg nu a fost niciodată parte a Imperiului German, dar a fost un stat-membru al Uniunii Vamale Germane până în 1919.

## Istoric
În cadrul Sfântului Imperiu Roman, existau peste 1800 de tarife și reglementări în domeniul import-export. Până și Prusia avea, în interiorul imperiului, 67 de tarife și taxe locale, aplicabile în relație cu alte state din interiorul Prusiei. Spre exemplu, transportul de bunuri de la Königsberg (astăzi Kaliningrad) la Colonia trecea prin 18 puncte vamale, bunurile fiind taxate de fiecare dată. Ca urmare, prețul bunurilor importate sau exportate creștea semnificativ, ceea ce avea un efect negativ semnificativ asupra comerțului. 
Când Franța Napoleoniană a învins A Doua Coaliție, a anexat teritoriul german până la Rin. Prin procesul de anexare a teritoriilor germane din 1803 (Reichsfreiheit), numărul mare de state suverane a fost redus considerabil și consolidat în trei regate de dimensiuni mai mari: Baden, Württemberg și Bavaria. Această rearanjare politică a redus harababura birocratică asociată cu comerțul inter-național. 
Istoricii au identificat trei țeluri prusace conexe procesului de formare a Uniunii Vamale Germane: primul țel era eliminarea influenței Habsburgice în Germania. Al doilea țel era de natură economică; formarea unui bloc economic ar fi adus Prusiei beneficii financiare semnificative. Al treilea țel urmărea consolidarea puterii germane în fața unei potențiale agresiuni franceze, reducând simultan independența economică a statelor mai mici ce puteau afecta hegemonia prusacă.

## Prima tentativă de uniune economică
Pe vremea erei lui Napoleon, eforturile în direcția formării unui bloc economic în Renania au avut un rezultat mediocru. Confederația Rinului și alte state-satelit create de Franța Napoleoniană au depus eforturi pentru a crea un bloc economic. La 1806, pe când Napoleon I încerca să iși conserve hegemonia în Europa, s-a încercat, prin Blocada Continentală, uneltirea unui bloc economic european unic. Totuși, principala țintă a blocadei era de natură militară, nu economică. Napoleon dorea să impună un embargou asupra Imperiului Britanic. Amestecul dintre război și izolaționism economic a distrus excedentul comercial pozitiv european, iar comerțul cu mărfuri și materii prime a fost afectat semnificativ, ceea ce a dus Europa Centrală pe marginea colapsului economic. Economia Țărilor de Jos și economia Renaniei au fost afectate în mod special, deoarece aceste state se bazau pe importul de materii prime și exportul de bunuri finitie. Piețele din Europa Centrală nu erau suficient de potente încât să poată susține un model autarhic. Aceste circumstanțe economice au fost agravate de numărul foarte mare de tarife și accize impuse aleatoriu la nivel local, provincial sau statal. Reducerea comerțului a adus statele mici pe marginea falimentului. 
La Congresul de la Viena în 1814 și 1815, diplomații - în special reprezentanții Marilor Puteri - au reîmpărțit harta Europei și, prin urmare, harta lumii, în sfere de influență. Europa Centrală (Europa germanofilă) a rămas în mare parte sub influență Habsburgică, echilibrând balanța între Rusia Țaristă (la est) și Imperiul Francez (la vest); era de așteptat ca Prusia să aibă un rol în exercitarea influenței, dar ambiguitățile diplomatice dintre Prusia și Austria rămăseseră nerezolvate. Statele germanice au rămas autonome; totuși, vechea instituție imperială Reichstag a fost recreată în forma unei Diete Confederale care urma să se reunească în plen la Frankfurt. Ducii Habsburgi, acum redenumiți Regi Austrieci, urmau să fie aleși, prin rotație, președinți ai instituției. Opinii izolate, de exemplu cea a jurnalistului Iosif Görres sau a Baronului Freiherr vom Stein susțineau ideea abrogării tarifelor de import intern și introducerea unui tarif unic pentru importul bunurilor din afara Germaniei. Mandatul Congresului de la Viena a permis formarea Confederației Germane, dar nu a emis nici o rezoluție cu privire la o posibilă uniune economică și nu a tratat problema eliminării tarifelor interne. Totuși, articolele tratatului au stipulat că discuții pe tema problemelor de natură comercială pot fi purtate „în viitor”. 

### Problemele întâmpinate în procesul de unire vamală
Prusia, statele centrale și sud-vestice Hesse-Nassau/Hesse-Dortmund, Wurttemberg, Baden și Bavaria erau liderii modernizării sistemului de tarifare în interiorul statelor germanice. În cazul Prusiei, tentativa de uniune economică din Confederația Rinului a fost folosită ca studiu de caz pentru Prusia. Hans, Contele de Bülow, ministru de finanțe al Westfaliei până în 1811 și al Prusiei din 1813 a modelat codurile vamale prusace după modelul codurilor Confederației. Câștigurile teritoriale prusace la sfârșitul Războaielor Napoleonice a politizat tema uniunii economice pe scena politică germană. Diferențele semnificative între Prusia "veche" și noile adiții teritoriale au alimentat politizarea subiectului. Noile provincii pruse din Renania și Westfalia, teritorii cu o industrie în plină expansiune, constrastau puternic cu teritoriile predominant agrare din "vechea" Prusie. 
Diferențele semnificative din punct de vedere socioeconomic între Prusia din nord și Prusie din sud au adus in discuție tema administrării teritoriilor la nivel regional, ceea ce a complicat dezbaterea cu privire la formarea unei uniuni economice. După 1818, bunurile care erau importate în Prusia sau exportate în noile provincii prusace aveau tarife ridicate. Totuși, bunurile erau netarifate în interiorul Prusiei. Sistemul de tarifare prusac a devenit simplu și eficient. Bunurile finite erau suprataxate, în special produsele textile, și cele mai semnificative taxe erau cele pe produse alimentare, produsele strict necesare și bunurile de lux. 
În mod similar, statele germane din sud-vest au transformat integrarea economică a noilor teritorii într-o prioritate. Creșterea teritorială a statelor sud-vestice de dimensiuni medii (în special cele două state Hessiene și Baden și Wurttemberg) a întrerupt continuitatea teritorială geografică a Prusiei; Prusia nu mai era o țară unită teritorial, ci era separată geografic de către noile teritorii care i-au fost repartizate. Statele care separau Prusia își urmăreau propriile interese, care de obicei erau în conflict direct cu interesele prusace. Aceste state de dimensiuni medii (Germ. mittelstaaten) întâmpinau propriile dificultăți în a-și integra noile teritorii în propriile structuri economice, juridice și politice. 
Încă o problemă era cauzată de interferențele cauzate de comunitatea internațională. Imperiul Britanic în particular a avut un rol semnificativ în perturbarea creării unei uniuni vamale prusace. Diplomații britanici, în mod special atașatul Eduard James Nottingham, care urmăreau propria supremație economică, au interpretat ideea unei uniuni vamale ca fiind un pericol la adresa status quo-ului economic. Motivați de dorința importării fierului la prețuri convenabile din Ruhr, un număr de diplomați au făcut apel la o grevă generală, cu justificarea că managerii germani "dădeau pe gât bere din Dortmund cu litrul, în timp ce muncitorii din Ruhr trudeau, fiind doar un simplu zimț în calea Revoluției Industriale". Totuși, apelul la grevă generală nu a avut priză populară. 